# Roze talas
"Roze talas" (шп. marea rosa, порт. onda rosa) i "skreni levo" (španski: vuelta hacia la izquierda, portugalski: Guinada à Esquerda)su izrazi koji se koriste u savremenoj političkoj analizi 21. veka u medijima kao i na drugim mestima kako bi se opisala percepcija okretanja ka levičarskim vladama u latino-američkim demokratijama odstupanjem od, tada, sve učestalijeg neoliberalnog ekonomskog modela. Ovaj pokret je predstavljao pomak prema progresivnijim ekonomskim politikama, post-kolonijalizmu i neposrednoj demokratiji.
Države Latinske Amerike koje se smatraju delom ovog ideološkog trenda nazivaju se "državama roze talasa", dok se termin post-neoliberalizam koristio da opiše i sam pokret. Nedavno, analitičari su okarakterisali neke od ovih vlada kaoanti-američke, populističke, I autoritarno orijentisane-leaning traits. Pokret, koji se prvobitno pojavio između 1998. i 2009. godine, ubrzo je zašao u stanje stagnacije i pada.

## Pozadina
1990.-ih godina, nakon završetka Hladnog rata, latino-američke države okrenule su se neoliberalnim ekonomskim doktrinama i prošle su kroz proces privatizacije javnih preduzeća, smanjenja javne potrošnje, stranih ulaganja i širenja politike slobodnog tržišta. Ove neoliberalne ekonomske doktrine koje su promovisane od strane MMF-a iSvetske banke nazvane su ,,Vašingtonskim konsenzusom“. Prema BBC-ju,,generalna karakteristika 'roze talasa' je potpuni prekid sa onim što je početkom 1990.-ih bilo poznato kao 'Vašingtonski konsenzus', mešavine otvorenog tržištai privatizacije nametnutim od strane Sjedinjenih Država.". Neoliberalni eksperiment doživeo je krah u nekoliko država do kraja decenije, ostavivši ekonomijama tih država karakteristike kao što su visok stepen nezaposlenosti, korupcija, inflacija i rastuća nejednakost. Uzevši u obzir poteškoće sa kojima su se suočavala tržišta u razvoju svuda širom sveta, Latinoamerikanci su odbacili liberalnu ekonomiju i iskoristili unapređenu demokratiju kako bi izabrali svoje levičarske lidere, prilikom čega se nekoliko izabranih vlada okrenulo autoritarnosti. Kako je Kina u to vreme sve više industrijski napredovala i kako je to iziskivalo resurse za njenu rastuću ekonomiju, ona je iskoristila zategnute odnose sa Sjedninjenim Državama i udružila se sa levičarskim vladama.
Prema rečima Kristine Kiršner,koja je i sama bila predsednica , Ugo Čavez predsednik Venecuele (inaugurisan 1999), Luis Inasio Lula da Silva predsednik Brazila (inaugurisan 2003) i Evo Morales predsednik Bolivije (inaugurisan 2006) bili su ,,tri musketara“ levice u Južnoj Americi Do 2005. godine, Bi-Bi-Si je saopštio da je da od 350 miliona ljudi u Južnoj Americi, troje od četvoro živi u državi kojom vlada ,,predsednik koji naginje ka levici“ a koji je izabran tokom prethodnih šest godina..

### Upotreba izraza
Izraz ,,roze talas“ postao je značajan u savremenoj diskusiji o politikama Latinske Amerike na početku 21. veka. Poreklo ovog izraza može biti u vezi sa izjavom Larija Rotera, reportera Njujork tajms-a u Montevideu koji je okarakterisao izbor Tabarea Vaskeza za lidera Urugvaja ,,ne kao crveni talas... već kao rozi“." Čini se da je izraz igra reči s obzirom da je "crveni talas" (biološki a ne politički fenomen) a gde je "crvena" – boja koja je dugo povezivana sa komunizmom – zamenjena svetlijim tonom ,,roze“ koji ukazuje na umerenije komunističke i socijalističke ideje koje su dobile na snazi.
Uprkos prisustvu velikog broja latinoameričkih vlada koje su se izjasnile za prihvatanje levičarske ideologije, teško je napraviti kategorizaciju latinomameričkih država ,,prema dominantnim političkim tendencijama, kao što je crveno-plava postizborna karta Sjedinjenih Država“." Prema Institutu političkih nauka, ekspertske organizacije i institucije en:think-tank levice sa sedištem u Vašingtonu, Okrug Kolumbija:
| „ | …dublja analiza izbora u Ekvadoru, Venecueli, Nikaragvi i Meksiku ukazuje na to da interpretacija 'roze talasa' – kao levičarskog trenda koji se širi kontinentom – može biti nedovoljna za razumevanje kompleksnosti onoga što se zaista dešava u svakoj državi i u regionu u celini. | ” |

Iako je ovaj politički pomak teško kvantifikovati, njegovi efekti su na daleko zapaženi. Prema podacima sa Instituta političkih nauka, sednice samita nacija Južne Amerike i socijalnog foruma za nacionalne integracije iz 2006. godine pokazale su da su određene diskusije ,,koje su nekada održavane na marginama dominantnog diskursa neoliberalizma, sada premeštene u sam centar javne rasprave."

## Reakcija
Godine 2006, Republika Arizona navodi :
| „ | Nešto se dešava u Latino Americi. Pre nekoliko decenija, region, koji je dugo smtran dvorištem Ujedinjenih nacija, uživajući u ponovnom oživljavanju demokratije šalje svoju nasilnu vojsku nazad u kasarnu. Sada, međutim, neki upozoravaju da uticaj SAD – a i slobodno – tržišne ekonomije upadaju u široku nenaklonjenost... Neki zvaničnici strahuju od talasa nacionalističkih, levičarskih lidera koji haraju Latinskom Amerikom u „Roze Plimi." | ” |

Prema izveštaju iz 2007. godine Inter Presa novinske agencije:
| „ | …rezultati izbora u Latino Americi su potvrdili levičarski populističkii anti – američki trend pod imenom „Roze Plima“ – koji zajedno sa nedavnim objavama u vezi odnosa između desničarskih paravojnih jedinica i vlade kolumbijskog predsednika Alvadora Uribe prestavlja ozbiljnu pretnju za Vašingtonski multi – milijarderski napor za borbu protiv droge borbu protiv droge u Andima. | ” |

## Pad
U izvesnoj meri,mislim da se levica istrošila u mnogim delovima Južne Amerike... Oličenje je počelo da se vidi u ispadu Argentine, stagnacije vidimo u Brazilu, ili u slučaju Venecuele, apsolutni neuspeh aktuelne stranke.

David Shirk, Univerzitet San Dijego
Ugo Čavez,, koji je imao „snove o kontinentalnoj dominaciji“ viđen je kao pretnja sopstvenom narodu prema Michaelu Reid-u u Spoljnim Poslovima Spoljnim Poslovima koji su dotakli vrhunac 2007. godine. Interesovanje za Cháveza se smanjilo nakon što je njegova zavisnost od prihoda nafte dovela Venecuelu u ekonomsku krizu, a on imao sve više tiranistički pristup. Smrt Hugo Cháveza 2013. godine ostavila je najradikalnije krilo bez jasnog vođe, jer Nicolas Máduro nije imao isti međunarodni uticaj svog prethodnika.Međunarodna politika među levičarima je podeljena između dva stila: Cháveza i Lula da Silve, gde se Lula fokusirao na siromašne ljude, ali takođe i na privatna preduzeća i globalni kapital. U 2015. pomak od levičara je postao još izraženiji u Latinskoj Americi. Magazin Ekonomist je objavio da se "Roze Plima" gasi ,a Vice news navode da je 2015. bila godina u kojoj je „Roze Plima“ preokrenuta. Do 2016. pad roze plime prouzrokovao je pojavu „novog prava“ u Latinskoj Americi.
Prema New York Times „Latinoamerički levičarski bedemi počeli su da se raspadaju zbog raširene korupcije, usporavanje kineske ekonomije i loših ekonomskih izbora“, novine su detaljno izložile da levičarski lideri nisu preobratili ekonomiju, ni održavali politiku zaštite, a zanemarili su sva demokratska ponašanja.

### Ekonomija
Neki od rezultata posle prvih naprednih vlada u Latinskoj Americi uključuju između ostalog smanjenje jaza prihoda, nezaposlenosti, ekstremno siromaštvo, glad i i ubrzano povećanje pismenosti.
Zemlje poput Brazila, Ekvadora, El Salvadora, Nikaragve, i Kostarike doživele su ekonomski rast tokom ovog perioda, dok je u Boliviji i El Salvadoru zapaženo žnačajno smanjenje siromaštva prema Svetskoj banci.
Ekonomske poteškoće desile su se u zemljama kao što je Venecuela, gde je cena nafte i robe opala. Sa velikim trošenjem na populističku politiku, levičarske vlade nisu uspele da uštede novac za potencijalni pad cena robe i i uočile kako njihova ekonomija slabi..

Prema rečima predsednika Inter-američkog dijaloga, Mišela Šiftera povodom ekonomske situacije: 
| „ | Vidite, ovaj talas, plima ili kako god hoćete da ga nazovete, ide svojim tokom. On nema ekonomsku podršku da se nastavi ... Ova vrsta vatrene levičarske retorike bila je u funkciji ekonomske situacije koja se dramatično promenila za mnoge od ovih država". | ” |

Odnosi između SAD i Kube su se otopili sa Kubinim ponovnim približavanjem SAD – u kada je glavni međunarodni partner Kube, Venecuela počela da doživljava ekonomske poteškoće.

### Korupcija
U Čileu, podrška predsednici Mišel Bašele naglo je opala 2016.nakon što je otkriven skandal u vezi sa korupcijom, poput Kaval skandala koji je uključivao njenog sina i snajku koji su primili milione dolara od potpredsednika čileanske banke Andronika Luksik Krejga, iskoristivši ga za profitnu dobit od 5 miliona dolara nakon prodaje zemlje..

### Javna podrška i izbori
Ako je početak 21. veka predstavljao novi početak za Latino levicu...regija se sada suočava sa rađanjem novedesnice..

AFP, Sept. 2016
Levičarske vođe su se suočile sa naglim padom podrške sa brazilskim Dilmaov Ruseovomkoji je pao na 9% odjula 2015. god, peruanskim Oljantom Umalom na 14%, Čileanskom Mišel Bašele blizu 24% od septembra 2015. i Nikolasom Madurom 24,3% odjula 2015.
Izbori su takođe značili pad Roze plime.Usled nedostatka podrške javnosti ekvadorski Rafael Korea je rešio da se ne kandiduje ponovo, iako je njegov potpredsednik Lenin Moreno pobedio na sledećim izborima . Izbor desničarskog Maurisija novembra 2015 za predsednika Argentine je osnažio desničarske vlade, iako su populistički pokreti peronizma i kiršnerizma (koji su povezani sa popularnošću njihovog vođe Fernanda de Kiršnera) ipak ostali samo uopšteni. U Venecueli opozicija izabranoj većini Demokratskog Jedinstva je osvojila dvotrećinsku većinu u venecuelanskoj narodnoj skupštini 2015. na venecuelanskim parlamentarnim izborima mesec dana nakon Makarijevog izbora decembra 2015.. In a Na referendumu 21.02.2016. birači su odbili konstitutivni predlog da se dozvoli bolivijskomn predsedniku Moralesu da se kandiduje za četvrti mandat za predsednika. Pedro Pablo Kučinski je pobedio na peruanskim izborima u 2016., i tako je Peru postao još jedna zemlja koja se odvojila od levičarske vlade. 31.08.2016. brazilska predsednica Dima Rusev je opozvana sa dužnosti i uklonjena sa položaja, i na to mesto je došao njen desničarski potpredsednik Majkl Temer .

### Protesti
Levičarske vlade u latinskoj Americi su bile ogrezle u korupciji. Od 2014. do 2016. održani su mnogobrojni protesti protiv njih. U Venecueli su se ti protesti dešavali zbog ekonomskih problema i korupcije. U Nikaragvisu bili zbog akcija koje je preduzeo predsednik Ortega i izgradnje kanala Nikaragva. Milioni Brazilaca su od 2015. do 2016.od 2015. do 2016. protestovali zbog korupcije predsednice Rusev i Lule De Silva tražeći Rusevino izuzeće. Protesti u Ekvadoru 2015. su počeli kada je stanovništvo počelo da se buni protiv aktivnosti predsednika Koree.

## Politički ishod
Nakon uvodjenja politike „Roze plime“ veza između levičarski i desničarski orijentisanih vlada i javnosti se promenio. Sve do 1990.-ih postojale su samo dve klase u Latinskoj Americi: politička elita i obični građani. Kako je levičarska vlast preuzela vlast u regionu, porast cena robe finansira njihovu populističku politiku koja je smanjila nejednakost i pomagala autohtonim pravima. Takav napredak promenio je desničarsko krilo u Latinskoj Americi, terajući ih da usvoje više praksi o društvenoj svesti. Međutim, zbog prevelike potrošnje prethodnih levičarskih vlada u 2000, od strane građana su tražene konzervativne vlade 2010, koji su zahtevali održive ekonomije i zahtevali od potencijalnih naprednjačkih političara da preispitaju svoje poslovanje.

## Izabrani Predsednici
Ispod su navedeni izabrani predsednici Južne Amerike
Note: Centre-left presidents are marked with *
- Argentina: Néstor Kirchner* (2003–2007), Cristina Fernández de Kirchner* (2007–2015)
- Bolivia: Evo Morales (2006–present)
- Brazil: Luiz Inácio Lula da Silva* (2003–2011), Dilma Rousseff* (2011–2016)
- Chile: Eduardo Frei Ruiz-Tagle* (1994–2000), Ricardo Lagos* (2000–2006), Michelle Bachelet* (2006–2010, 2014–present)
- Dominican Republic Leonel Fernández* (1996–2000, 2004–2012), Danilo Medina* (2012–present)[41]
- Ecuador: Rafael Correa (2007–2017), Lenín Moreno (2017–present)
- El Salvador: Mauricio Funes* (2009–2014), Salvador Sánchez Cerén* (2014–present)
- Honduras: Manuel Zelaya* (2006–2009)[42]
- Nicaragua: Daniel Ortega (1979–1990, 2007–present)
- Paraguay: Fernando Lugo (2008–2012)
- Peru: Ollanta Humala* (2011–2016)
- Uruguay: Tabaré Vázquez* (2005–2010, 2015–present), José Mujica* (2010–2015)
- Venezuela: Hugo Chávez (1999–2013), Nicolás Maduro (2013–present)

## See also
- Bolivarianism
- Bolivarian Alliance for the Americas
- Evo Morales
- Foro de Sao Paulo
- Istorija Latino-amerike
- Kirčnerizam
- Latino-američka legalizacija droge
- Latino-američka integracija
- Pan-Amerikanizam
- Socijalizam 21. veka